# Парламентська асамблея Євронест
Парламентська асамблея Євронест (англ. Euronest Parliamentary Assembly) — парламентська установа Східного партнерства між Європейським Союзом та його Східноєвропейськими партнерами.
Установчий акт Парламентської Асамблеї Євронест підписаний у м. Брюссель 3 травня 2011 року.
3 квітня 2012 року Парламентська асамблея Євронест ухвалила резолюцію, в якій закликала українську владу негайно внести зміни до ст. 365 Кримінального кодексу України, за якою засуджено Юлію Тимошенко, а також негайно забезпечити належне лікування Юлії Тимошенко і Юрія Луценка. Парламентська асамблея Євронест також закликає владу України забезпечити справедливий, прозорий та неупереджений процес розгляду апеляції Юлії Тимошенко та інших членів її уряду.